# Distrikt Chaviña
Der Distrikt Chaviña liegt in der Provinz Lucanas in der Region Ayacucho in Südzentral-Peru. Der Distrikt wurde am 22. August 1921 gegründet. Er besitzt eine Fläche von 367 km². Beim Zensus 2017 wurden 2303 Einwohner gezählt. Im Jahr 1993 lag die Einwohnerzahl bei 2712, im Jahr 2007 bei 2355. Sitz der Distriktverwaltung ist die 3310 m hoch gelegene Ortschaft Chaviña mit 1448 Einwohnern (Stand 2017). Chaviña liegt 44 km südöstlich der Provinzhauptstadt Puquio.

## Geographische Lage
Der Distrikt Chaviña liegt in der peruanischen Westkordillere im äußersten Südosten der Provinz Lucanas. Der Flusslauf des Río Yauca begrenzt den Distrikt im Osten und im Süden.
Der Distrikt Chaviña grenzt im Westen an die Distrikte Sancos, San Pedro und Puquio, im Osten an den Distrikt Coracora, im Südosten an den Distrikt Chumpi sowie im Süden an den Distrikt Pullo (die drei zuletzt genannten Distrikte gehören zur Provinz Parinacochas).